# Uridinmonofosfat
Uridinmonofosfat (UMP) er et nukleotid der består af pyrimidin-basen uracil forbundet til ribose via en N-glykosidbinding, samt én fosfatenhed bundet til riboseenhedens 5'-position via en fosfatesterbinding.